# エクトール・アンリ・マロ

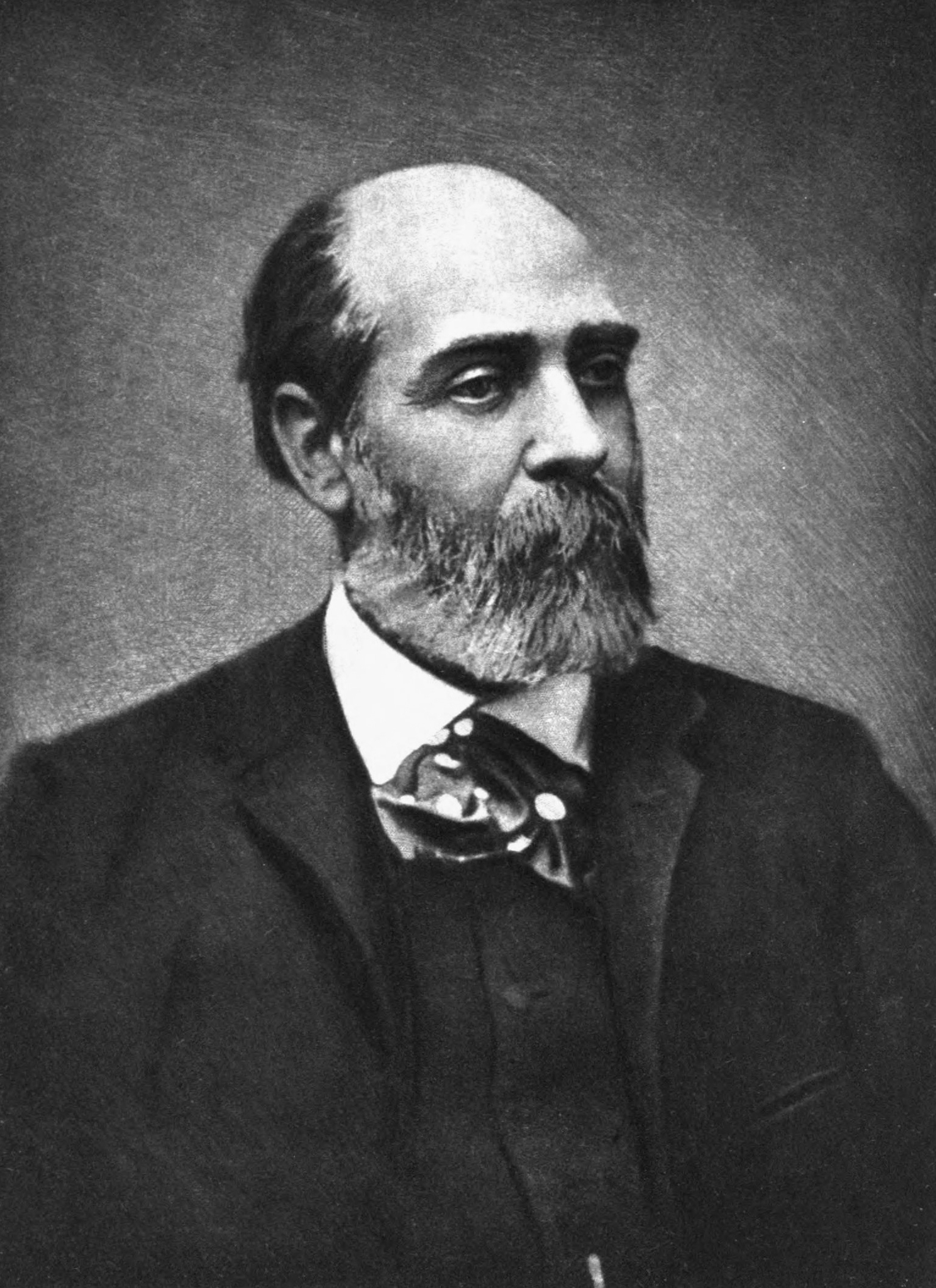
マロの肖像

エクトール・アンリ・マロ（Hector Henri Malot、1830年5月20日 - 1907年7月17日）は、フランスの小説家。
フランス北西部、ルーアン近くのラ・ブイユの村長の家に生まれた。パリに出て劇作家になろうとしたが成功せず、小説家となった。新聞連載後刊行という形で生涯60編あまりの長編小説を発表した。
現在知られている代表作は『家なき子』（Sans famille, 1878年）で、児童文学の古典として知られる。また姉妹編の『家なき娘』（En famille, 1893年）や、最初に児童向けに書いた『ロマン・カルブリス物語（海の子ロマン）』（Romain Kalbris, 1867年）も人気があり日本でも翻訳され紹介されたが、大半の大人向けに書かれた小説は日本では全く知られていない。

## 著作の日本語訳刊本
- 『家なき子』：当該項目を参照のこと
- 『家なき娘』：当該項目を参照のこと
- 『海の子ロニイ』（大木惇夫訳、童話春秋社） 1940年
- 『海の子のロマン』（宮山栄訳、第一書房） 1941年
- 『海の子ロマン』（池田宣政著、講談社） 1953年
- 『海の子ロニイ』（酒井朝彦編著、保育社） 1957年
- 『ロマン・カルブリス物語』（二宮フサ訳、偕成社文庫） 2006年